# Christina Große
Pour les articles homonymes, voir Große.
Christina Große, née le 23 septembre 1970, est une actrice allemande.
Elle est apparue dans plus de soixante-dix films depuis 1995.

## Filmographie partielle

### Au cinéma
- 2005 : Tout ira bien
- 2010 : Die Friseuse de Doris Dörrie : Silke
- 2013 : Je me sens disco (Ich fühl mich Disco) d'Axel Ranisch
- 2024 : Bach – Ein Weihnachtswunder de Florian Baxmeyer

### À la télévision
- 2007 : Berlin section criminelle : Ellen Hansen
- 2007 : Un passé trouble (Unter Mordverdacht - Ich kämpfe um uns) de Jorgo Papavassiliou
- 2012 : Frédéric II, roi de Prusse (Friedrich – Ein deutscher Könis) de Jan Peter
- 2014 : 14 - Des armes et des mots : Käthe Kollwitz